# Chez Keith et Anita
Chez Keith et Anita è un singolo della cantante italiana, naturalizzata francese, Carla Bruni, primo estratto dall'album Little French Songs e pubblicato il 1º febbraio 2013 dall'etichetta Teorema/Barclay.

## La canzone
La canzone, in stile pop francese, è stata scritta e prodotta dalla stessa Carla Bruni. La storia narrata nel brano è quella di una giornata del 1970 spesa in compagnia di Keith Richards dei Rolling Stones e la sua storica compagna Anita Pallenberg.

## Videoclip
Il video musicale è stato diretto da Gaëtan Chataigner e prodotto da Bénédicte Schmitt. Mostra l'artista con una chitarra in una stanza, sui cui muri vengono riflesse una serie di immagini.

## Tracce
Download digitale
1. Chez Keith et Anita – 3:01 (testo: Carla Bruni)